# Уславлені міста Італії (книга)
Уславлені міста Італії (книга) (рос. Знаменитые города Италии. Рим. Флоренция. Венеция) — видання Московського університету 1985 року у поміч студентам та усім, хто цікавиться італійською історією мистецтва.

## Передмова і побудова книги
У передмові автор (Єлена Федорова) присвятила видання власним батькам і подала характеристику власного твору. Хронологічні межі твору — від античності до кінця 18 століття включно. Твір має 479 друкованих сторінок і чорно-білі ілюстрації. Завдання останніх — дати хоча би примітивний візуальний комплект зображень, роздивлятися котрі бажано по непоганим, стороннім  і кольоровим альбомам, як то і роблять.
Побудова книги відбилася у її назві — це три великі частини, де йде розповідь про три італійські міста, Рим, Флоренцію та Венецію. 
З міркувань повноти хотілося би, щоби у перелік уславлених міст Італії потрапили також Мілан (негоже ігнорувати театр Ла Скала і пінакотеку Брера), Турин (відомий центр бароко на Аппенінах, альтернативний щодо римського варіанта, і культурний центр франко-італійського спрямування), Неаполь (багатостраждальне місто з бурхливою історією і своєрідним варіантом культури і мови). Але воля автора зупинилась лише на перших трьох містах.
Федорова оговорила, що видання не має претензій на повноту викладених фактів. Якісь періоди її цікавили більше, якісь — менше.

## Рим античний, середньовічний, відроджений
Розділ, присвячений Риму, умістився на 199 аркушах. Зрозуміло, що це лише конспективно викладена історія столичного міста і тої безлічі мистецьких скарбів, залишених у місті, незважаючи на декілька його нищівних знищень і періоди кризи та занепаду.  Про Рим існує безліч видань і справжня бібліотека, присвячена як окремим сторінкам його історії, так і уславленим дійовим особам, добродіям і злочинцям, релігійним фанатикам і честолюбцям, пройдисвітам і геніям мистецтва, значення котрих не менше за сучасних їм політиків.
Рим цікавив її більше, тому Федорова не оминула зауважити, що він виріс у впливове столичне місто, де майже 100 відсотків мешканців знались на грамоті, водночас Рим і його недолугі мешканці стали яскравим прикладом незграбності і помилок, здатних загубити практично всі здобутки власної цивілізації. Адже потрібен титанічний труд як для формування цивілізації, так і для її збереження. Серед висновків передмови і такий — 
| Стародавні римляни виявились нездатними зберегти власні величні досягнення і в період пізньої античності та раннього середньовіччя перетворились на бездумних варварів[1]. |

## Безжальність до давньоримських споруд
«О, люди, створені для рабства!» імператор Тіберій.
Століттями у столичному місті існувала традиція безжальності до давньоримських споруд. Ламали і перебудовували храми, театральні споруди, імператорські форуми, палаци нобілів і самих імператорів.
- Від будинків республіканського Рима залишені решти. Федорова вимушено зауважила :

| В (сучасному ) Римі пам'яток республіканського періоду збережено мало, при цьому за своїм характером вони зовсім не відповідають могутній величі переможної держави. Республіканський Рим довго зберігав скромний вигляд ... [2] |
- Державний архів або Табуларій. Його на власні кошти 79 року до н.е. вибудував Квінт Лутацій Катул. До цього документи державної вартості розміщали у декількох храмах, що заважало їх пошукам і користуванню. Табуларій вибудували на Форумі під уривчастим боком Капітолійського пагорба. Споруда була у два поверхи на підмурках 15-метрової висоти. Вздовж обох поверхів були облаштовані відкриті галереї. В добу середньовіччя верхній поверх просто поруйнували і вибудували на ньому палац Сенаторів[3]. Випадково збереглися лише перший поверх і декілька його арок, бо палац Сенаторів був недоторканим.

- Римські театри. До їх створення звернулись досить пізно, незважаючи на всі запозичення і впливи грецької культури. Римські глядачі довгий час залишались грубими і малоосвіченими людьми, незважаючи на письменність (sic!) Освіта і труд не вважались у Римі гідними вільного громадянина. Працювати мали раби, а при необхідності освіти купували раба з освітою.

Театр давньогрецького зразка у Римі запровадив грек Лівій Андронік ще 240 р. до н.е., полонений і раб, вихователь дітей багатія Лівія Салінатора. Перший кам'яний театр у Римі вибудували лише в середині 1 ст. до н.е., бо римляни вважали театр небезпечним для молоді і негідним для Рима. Зрозуміло, що ніхто не попіклувався про збереження першого кам'яного театру. Нині відомо лише порожнє місце на Марсовому полі, де він колись стояв.
- Спокою не мали не тільки суспільно значущі споруди, спокою не мали і давньоримські небіжчики. Для багатих облаштовували мавзолеї різноманітних форм. Для пані Цецилії Метелли, дружини якогось Краса, вибудували приземкувату вежу-мавзолей біля Аппієвої дороги. В добу середньовіччя дах мавзолею поруйнували, а вежу зробили частиною палацу родини Каетані...[5]

- Безжальним було і ставлення до Колізея, своєрідної візитівки античного Рима. Роками його кам'яні брили слугували будівельними матеріалами для палаців римської аристократії. Серед споживачів каменів Колізея - римська родина Барберіні...

## Новий період для римських палаців

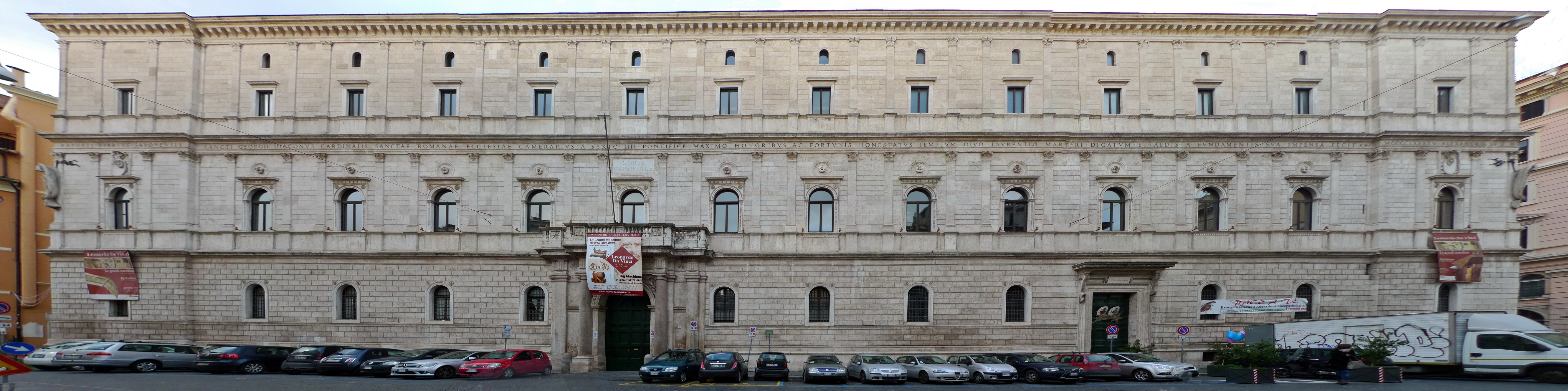
Палаццо Канчеллерія

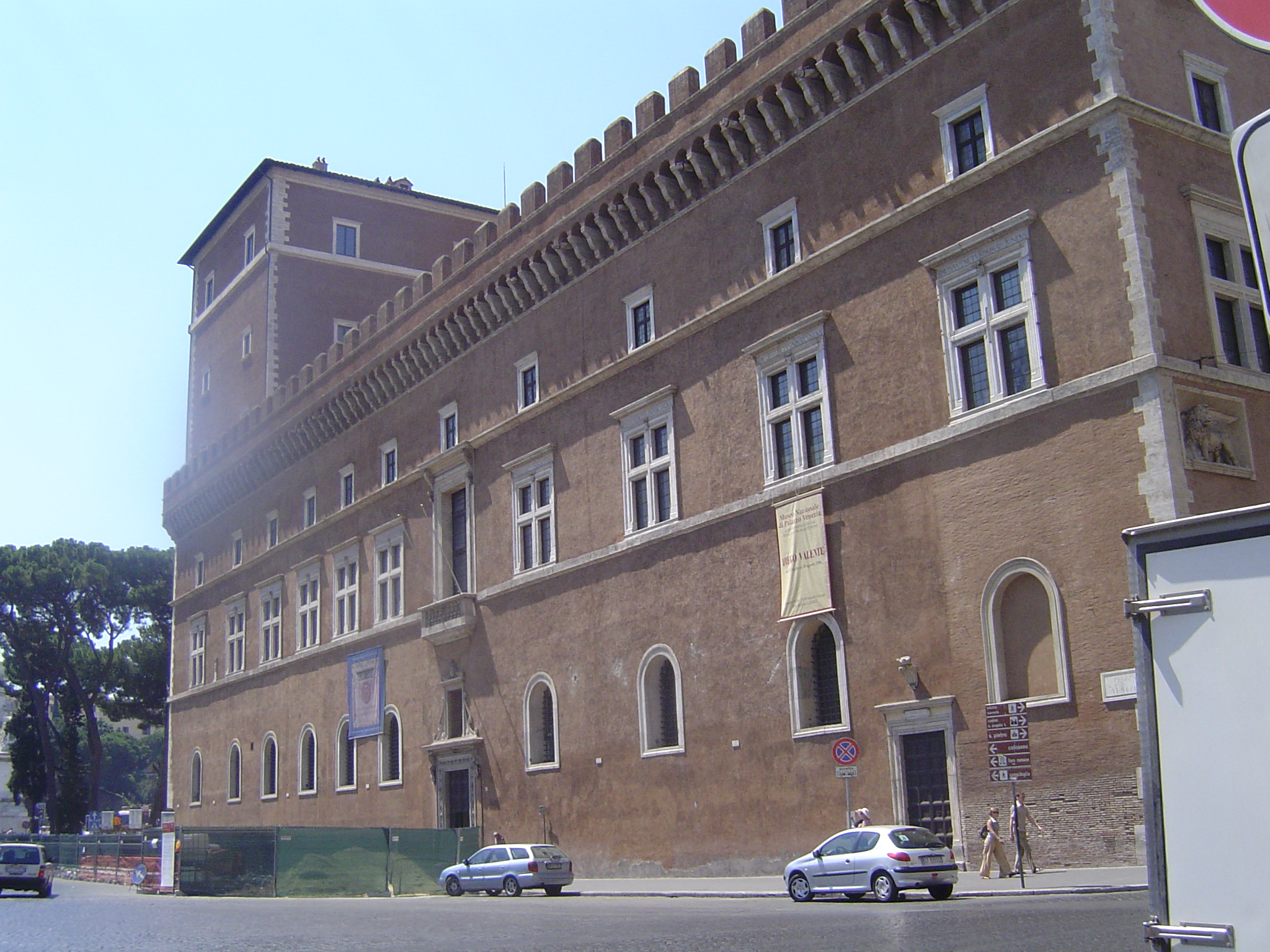
Палац Венеція, фото 2006 р.

Новий період для римських палаців відкрив палац Венеція. Назва пізня і виникла лише на початку 19 ст., коли тут оселився дипломат з Венеції. Палац близько 1455 р. вибудував для себе кардинал П'єтро Барбо, уродженець Венеції і пристрасний прихильник розкошів, коштовних каменів і ювелірних виробів. Палац мав монументальні форми у три великі поверхи. Для його побудови теж виламували кам'яні брили з поруйнованого Колізея.
Прихильник венеційської готики, П'єтро Барбо наказав і фасади свого палацу прикрасити декоративними готичними деталями.  Занепад Риму на той час ще не скінчився, тому палац запросили будувати чи то венецанців, чи то флорентійців, бо Рим втратив на якийсь час кваліфікованих архітекторів. Вже наприкінці 15 ст. палац кардинала перебудували. Готичні деталі-декорації  вже сприймались як недолугі і нікчемні. По перебудові готичні деталі позбивали, збільшили отвори вікон і зробили їх прямокутними. У 20 ст. в палаці Венеція  облаштували музей мистецтва середньовіччя та відродження.
Приклад  П'єтро Барбо мав подовження у створенні палаців для пап, кардиналів і римської  магнатерії. Серед величних зразків - палац, відомий як Канчеллерія. Нинішній палац був побудований з 1485 по 1511 для кардинала Рафаеле Ріаріо. Вартість будівництва 180.000 екю, з них 60.000 Ріаріо виграв у Franceschetto Cybo. Невідомо, хто був архітектором, що створив первісний проект. Андреа Бреньо також відомий у співпраці Браманте. Крім того Франческо ді Джорджіо Мартіні і Баччо Понтеллі також можливі як автори-архітектори. Крім того, існує думка, що також був використаний проект Леона Баттіста Альберті, який помер у 1472 році і котрий первісно призначався для реконструкції площі Святого Петра і Борґо. Джорджо Вазарі у біографії Браманте висловив думку, що останній міг би брати участь у проекті. Браманте, однак, лише з 1499 оселився в Римі. В іншому місці, приписує Вазарі будівництво Канчеллерія Антоніо да Монте Кавалло. Фасад був завершений у 1495 році, кардинал Ріаріо переїхав до палацу один рік потому, завершення крила закінчено у 1511. Його фасади зовсім не схожі на фасади палаццо Венеція. У декорі використано плаский руст і пілястри, що трохи губляться на довгих, протяжних фасадах.
Не менш уславленими будуть і заміські вілли і палаци Рима. І римські палаци, і заміські вілли неможливо ігнорувати, бо над їх створенням працюють одні й ті ж архітектори. Окрім того, творчі імпульси римських і запрошених архітекторів настільки фундаментальні, що породили низку копій у різних країнах і увійшли у історію розвитку світової архітектури як визначні зразки. При цьому римська палацова архітектура зберігала аристократичний характер і нецікавість до пересічної римської житлової архітектури, що породило надзвичайний місцевий контраст багатства і бідності. Надзвичайної моці контраст пишного життя аристократії і пересічних мешканців, більший за римський,  мав лише  Неаполь.

## Уславлена Венеція, цариця Адриатики
Цариці Адриатики в книзі Е.В. Федорової відведено лише п'ятнадцять аркушів. Для міста з багатою історією і власним типом культури це мало. Вихід лише у самостійних пошуках відповідної літератури, адже низка відомий венеційських майстрів вже дочекалася окремих монографій.
Тим не менше конспективно викладена історія побутування міста на воді з доби раннього середньовіччя і до першої половини 19 ст., а також довідкові біографії найбільш впливових митців міста, переважно художників. Зрозуміло, що їх було більше, як більше і мистецьких творів ними створених, що стануть окрасою найкращих музеїв світу. Бо у Венеції отримали розквіт не тільки традиційні живопис, скульптура, архітектура, а  декоративно-ужиткове мистецтво. Був тривалий історичний період, коли поціновували не венеційський живопис, а перш за все венеційське мистецьке скло, венеційське мереживо, венеційські ювелірні вироби і венеційські моди. Саме з цими явищами були пов'язана первісна слава Венеції, що передувала славі такого мистецького центра у Європі як Париж.

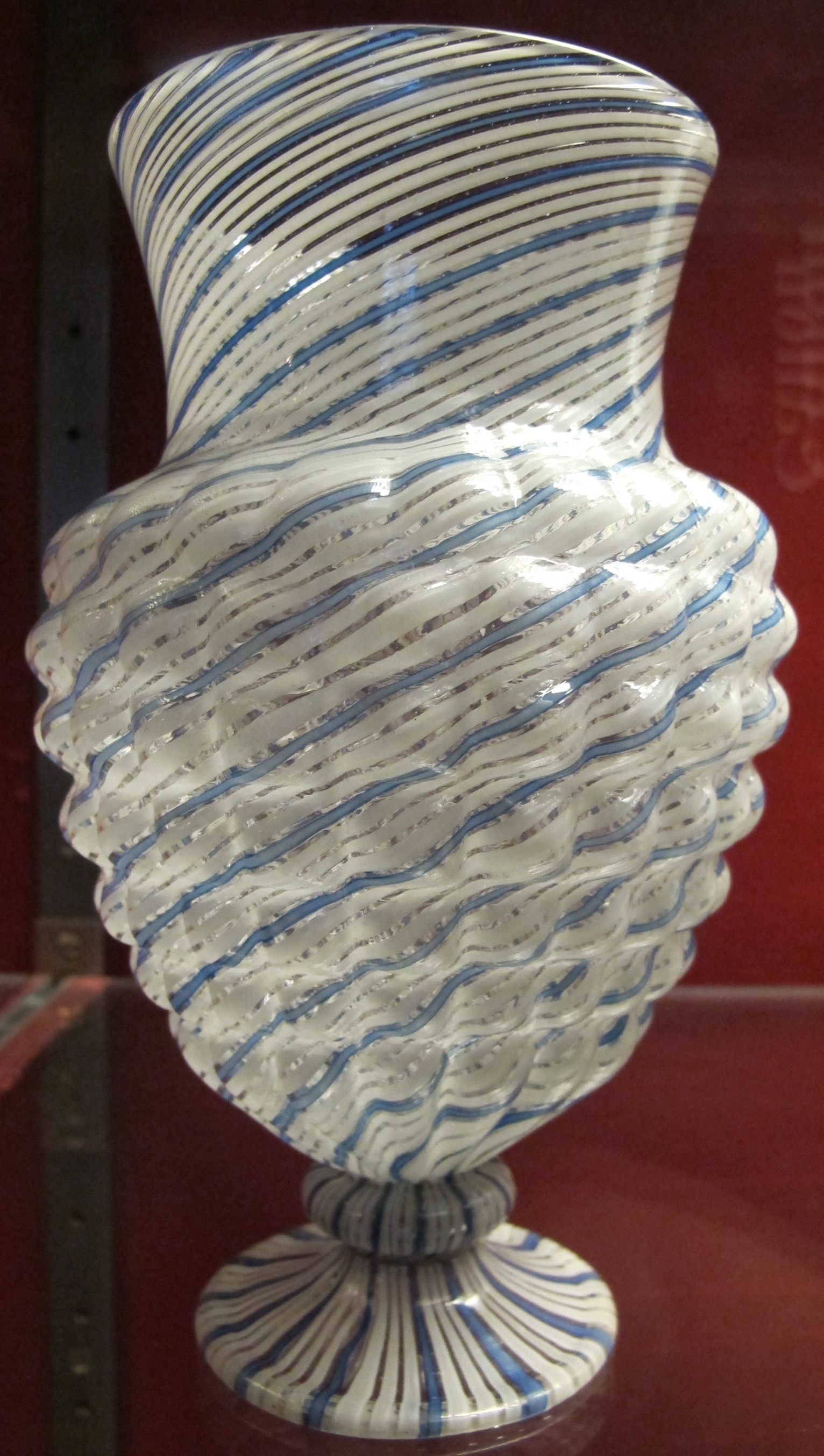
Венеційський скляний глек 16 ст.

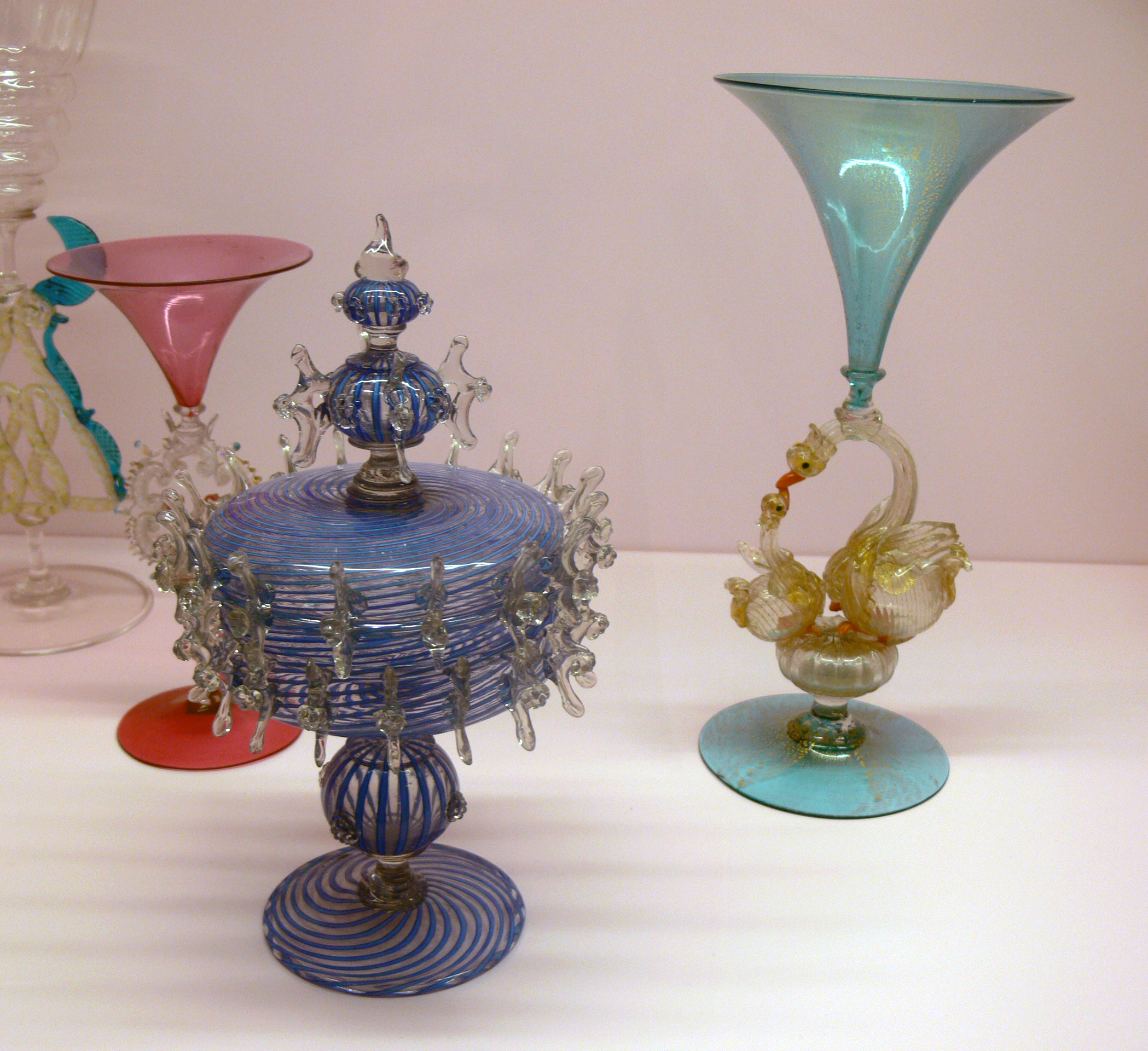
Зразки венеційського мистецького скла.
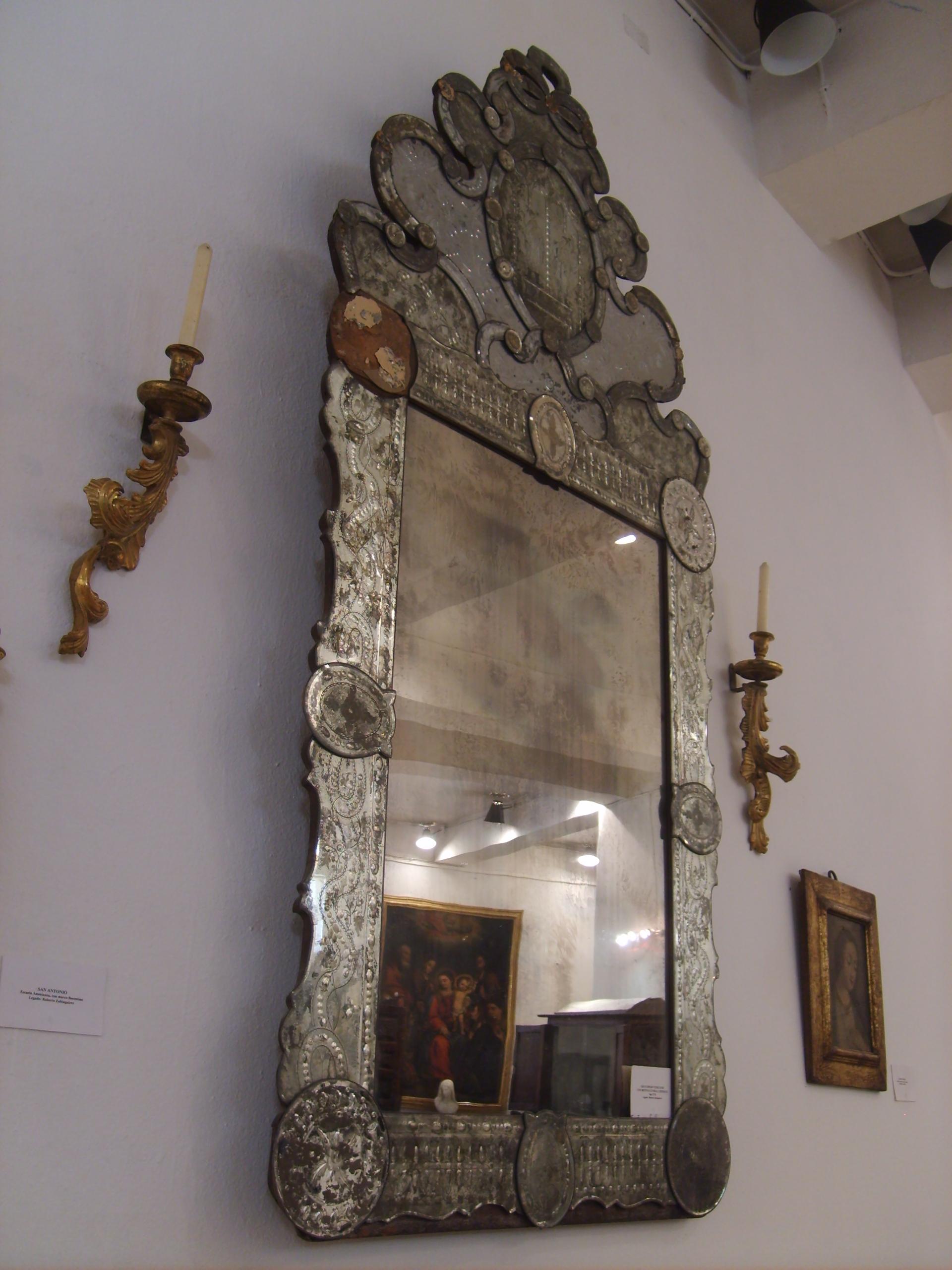
Зразок венеційського дзеркала
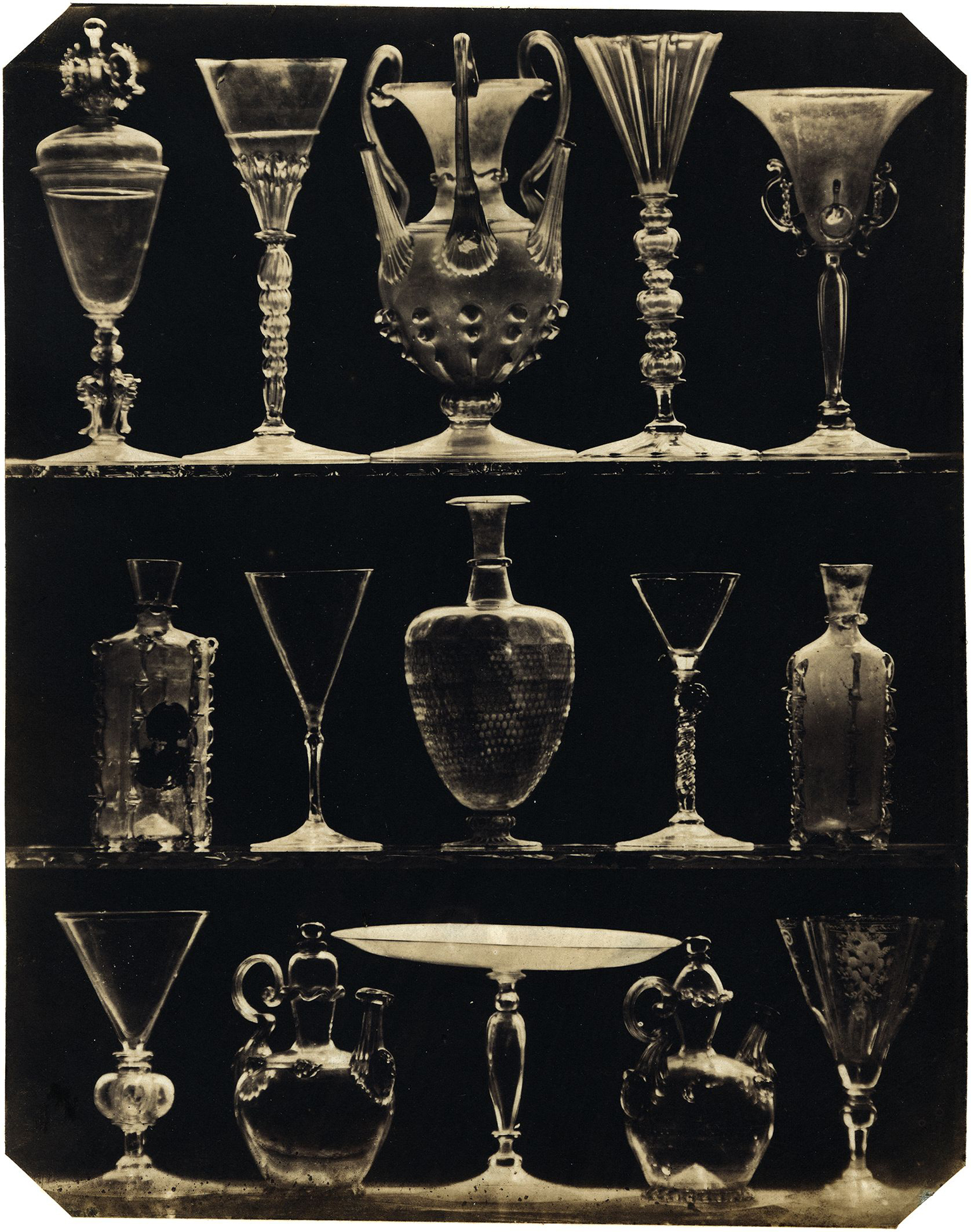
Скляний венеційський посуд
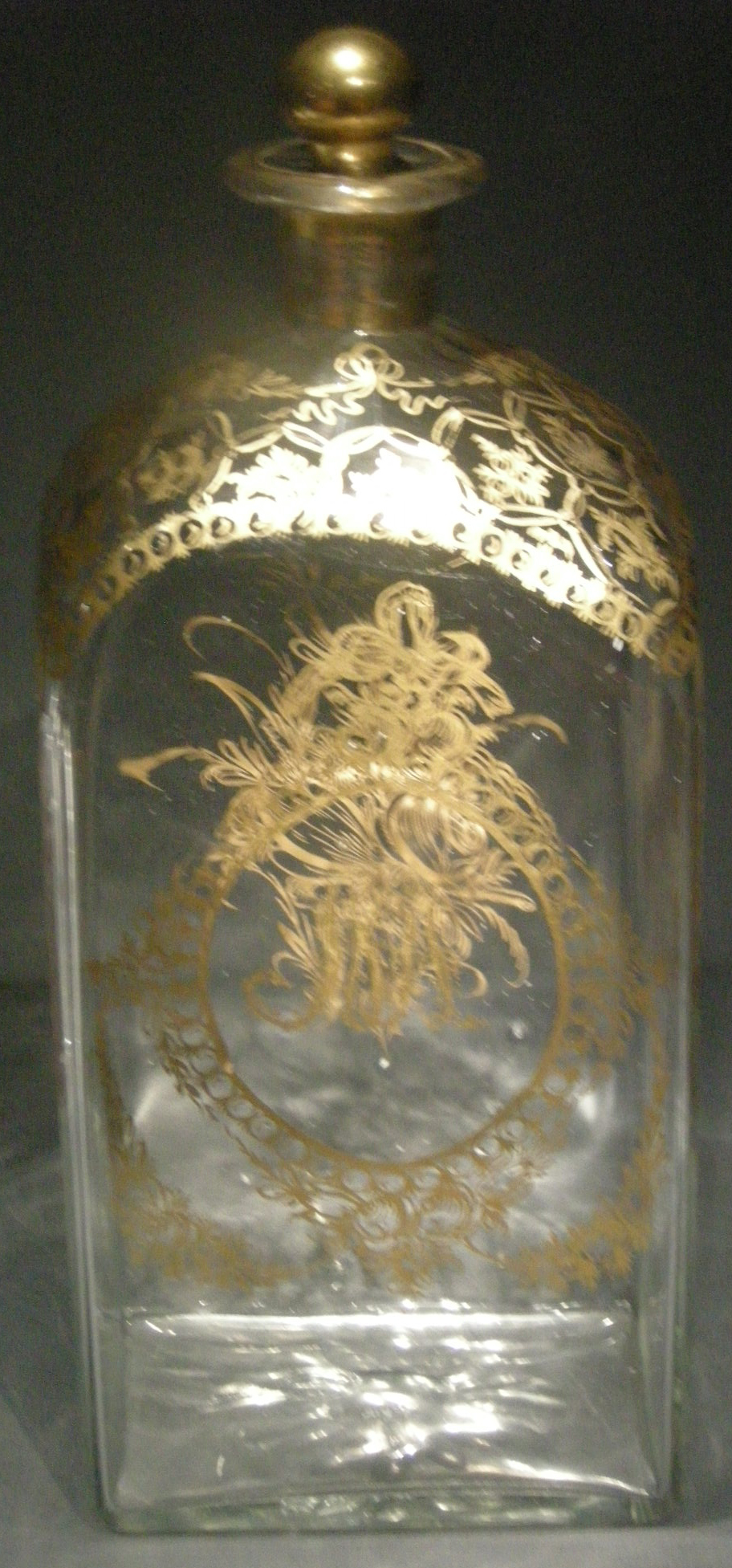
Венеційська скляна пляшка із золоченим орнаментом, 18 ст.